# آیالیزیماخی
آیالیزیماخی (به لاتین: Ayalizimakhi) یک منطقهٔ مسکونی در روسیه است که در داغستان واقع شده‌است.